# Martha and the Vandellas
Martha and the Vandellas – trio wokalne powstałe w 1963 r., należące do wytwórni Motown. Początkowo grupa wspomagała Marvina Gaye, lecz po wydaniu pierwszej płyty stała się jedną z najpopularniejszych amerykańskich grup popowych lat sześćdziesiątych i początku siedemdziesiątych XX wieku oraz pierwowzorem wielu późniejszych girlsbandów. Zespół tworzył prostą, taneczną muzykę, zawierającą elementy soul i rhythm and bluesa. Grupa rozwiązała się w 1972 roku. Największymi przebojami zespołu były Heat Wave, Dancing in the Street i Nowhere to Run.
W 1995 grupa Martha and the Vandellas została wprowadzona do Rock and Roll Hall of Fame.

## Skład
- Rosalyn Ashford - śpiew (sopran)
- Annette Beard - śpiew (alt)
- Betty Kelly - śpiew
- Lois Reeves - śpiew
- Martha Reeves - śpiew
- Sandra Tilley - śpiew

## Dyskografia
- 1963 Heat Wave
- 1963 Come and Get These Memories
- 1965 Dance Party
- 1966 Watchout!
- 1967 Martha & the Vandellas Live!
- 1968 Ridin' High
- 1969 Sugar n Spice
- 1970 Natural Resources
- 1972 Black Magic